# 亚尔堂乡
亚尔堂乡，是中华人民共和国青海省果洛藏族自治州班玛县下辖的一个乡镇级行政单位。

## 行政区划
亚尔堂乡下辖以下地区：
王柔牧委会、果芒牧委会和日合洞牧委会。